# Aed Macheth
Aed Macheth (auch Heth oder Adam Macdonald; † 1186 in Coupar Angus Abbey) war ein schottischer Adliger und Rebell.

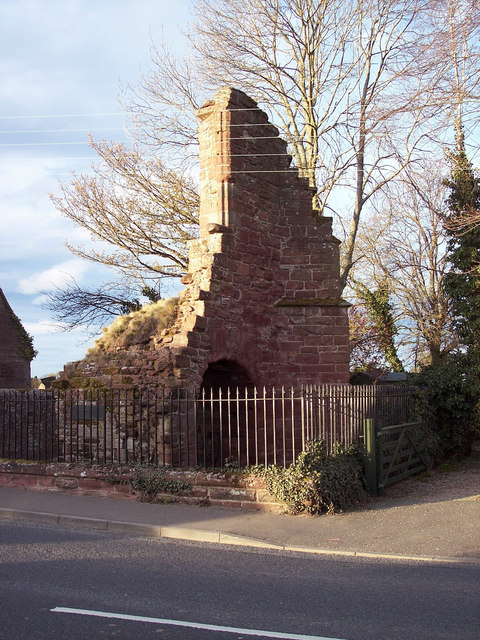
Die Ruine des Klosters Coupar Angus, wo Aed Macheth 1186 getötet wurde

Aed entstammte der Familie Macheth. Er war ein Sohn von Donald Macheth, einem Sohn von Malcolm Macheth, Earl of Ross. Sein Vater wurde 1156 als Rebell in Roxburgh Castle eingekerkert, sein weiteres Schicksal ist unbekannt. Nach dem Tod von Malcolm Macheth 1168 ernannte der schottische König Wilhelm I. keinen seiner Söhne oder Verwandten zum Earl of Ross. Aed gab aber offenbar seine Ansprüche auf das Erbe seines Großvaters nicht auf. Vor 1179 kam es in Ross zu Revolten gegen die Herrschaft des Königs, die wahrscheinlich auf Angehörige der Familie Macheth zurückgingen. König Wilhelm zog deshalb 1179 mit einem Heer nach Ross und ließ zur Sicherung seiner Herrschaft zwei Burgen bauen. Dennoch begann Donald Ban Macwilliam 1181 in Nordschottland eine Rebellion  gegen den König. Er fand zahlreiche Unterstützer, so dass der König für mehrere Jahre die Kontrolle über Moray und Ross verlor. Auch Aed Macheth unterstützte Donald Ban, weshalb er geächtet wurde. Zusammen mit einem Neffen, dessen Name unbekannt ist, und 58 Anhängern führte er 1186 einen Raubzug bis nach Coupar Angus Abbey. Dieser Angriff auf ein Kloster unweit von Perth gilt als Hinweis, wie stark die Rebellion die Herrschaft des Königs bedrohte. Bei dem Angriff geriet Aed mit seiner Streitmacht in einen Hinterhalt von Malcolm, Earl of Atholl. Obwohl sie in das Kirchenasyl der Klosterkirche flüchteten, wurden alle Rebellen getötet. Im nächsten Jahr konnte der König die Rebellion niederschlagen.
Möglicherweise aufgrund des Todes von Aed wurde seine Tante Hvarflod eine erbitterte Gegnerin des Königs, die 1196 ihren Mann Harald Maddadsson, Jarl von Orkney und Earl of Caithness, zu einer Revolte gegen den König anstiftete. Harald Maddadsson hatte vermutlich bereits die Rebellion von Donald Ban Macwilliam ab 1181 unterstützt. Aed hatte mindestens einen Sohn, Kenneth Macheth, der 1215 die Rebellion eines jüngeren Donald Ban Macwilliam unterstützte.